# 新加坡共和国海军
新加坡海軍，全名「新加坡共和国海军」，簡稱，是新加坡共和國的海軍，也是新加坡武裝部隊的一部分。該海軍负责保卫新加坡领海以及航线，主要在新加坡海峡地区行动，被认为是“该海域最强的海军部队之一”。新加坡海军的所有艦艇代号为，即的缩写。

## 历史
19世纪开始，世界性的航海贸易蓬勃兴起，由于新加坡扼守马六甲海峡和南中国海的独特地理位置，新加坡对于英国的战略位置极为重要。史丹佛·莱佛士和继任的新加坡总督将新加坡发展为大英帝国乃至世界上的重要港口。而新加坡又是一个依赖外国航运进口的地域，其海域安全性也显得极为重要。自英国占领新加坡后几位注重新加坡的海防力量，建设了岸防炮台，训练水兵以保证新加坡海域受到英国的绝对控制。
新加坡海军最早是由20世纪30年代英国皇家海军驻扎在新加坡的两艘巡逻艇起家的。1934年4月20日英属海峡领地的皇家海军志愿预备队在马来亚地区成立，1941年新加坡志愿部队从马来人志愿部队中脱离，成为了新加坡海军的人员基础。相对于当时强大的日本海军，新加坡武装力量极为薄弱，1941年下半年，英国决定派出威尔士亲王号和反击号战列巡洋舰等6舰进驻新加坡进行协防以保卫新加坡不受到日本的入侵，但在该年12月10日，即被日本航空部队截杀，此后新加坡在受到日本以陆军为主海空军为辅的夹攻下投降。
二战之后的1948年，马来亚地区的共产党实力不断壮大继而爆发了马来亚危机。该年新加坡地区的共产党人发动了暴乱随后新加坡进入了戒严状态。1952年英国准予新加坡和马来亚海军部队以“皇家马来亚海军”自称，从而表彰海军部队在马来亚危机中协助政府戒严的表现。
1963年9月16日，新加坡成为马来西亚联邦的一部分，而“皇家马来亚海军”也更名为“马来西亚皇家海军”1963年9月22日。新加坡志愿海军则正式由英国皇家海军转至马来西亚皇家海军，成为新加坡志愿部队（Singapore Volunteer Force，SVF）的一部分。
1965年8月9日，新加坡由马来西亚正式分离而独立，并加入了英联邦。1966年1月22日，新加坡志愿部队海事分队改名为新加坡志愿海军部队。1967年5月5日，新加坡志愿海军部队第一次升起自己的军旗，同年9月，新加坡志愿海军部队改名为人民海上防卫部队，受海上防卫司令部的指挥。1968年，海上防卫司令部改名为海事指挥部（Maritime Command，MC），即现在新加坡共和国海军部队的前身。此后海事指挥部立志于扩大海军部队的规模以更有效的防卫新加坡海域。
1975年4月1日，海事司令部正式改名为新加坡共和国海军部队，随后新加坡武装部队正式确立海陆空三军分立。

## 组织机构
新加坡共和国海军部队由新加坡海军總長领导（Chief of Navy，CNV），现任海军總長为屈坚文海军少将。海军總長负责新加坡海军的全部行动和管理，并且直接向三军总长报告，三军总长通常是一位三星中将。新加坡海军总共分为5个指挥部，分别是后勤指挥部，舰队指挥部，海岸防卫指挥部，蛙人部队指挥部和训练指挥部。
- 新加坡共和國海軍（RSN）[4]
海軍總長（Chief of Navy）
海軍參謀長（Chief of Staff - Naval Staff）
部門（Departments）：
  - 海軍人事部（Naval Personnel Department）
  - 海軍情報部（Naval Intelligence Department）
  - 海軍作戰部（Naval Operations Department）
  - 海軍後勤部（Naval Logistics Department）
  - 海軍計劃部（Naval Plans Department）
  - 海軍訓練部（Naval Training Department）

部隊（Formations）：
  - 艦隊指揮部（Fleet）
121中隊（新加坡空軍海上巡邏機）
    - 171中隊（潛艦）
    - 第一艦隊（First Flotilla）
123中隊（新加坡空軍海上直升機）
      - 185中隊（可畏級巡防艦）
      - 188中隊（勝利級飛彈巡邏艦）

    - 第三艦隊（Third Flotilla）
      - 191中隊（戰車登陸艦）
      - 192/193中隊（民用資源船）

  - 海岸防衛指揮部（Maritime Security Task Force (MSTF)）
    - 180中隊（随船保安队）
    - 182中隊（無畏級巡邏艇）
    - 194中隊（勿洛級掃雷艇）

  - 訓練指揮部（Maritime Training and Doctrine Command (MTDC)）
  - 後勤指揮部（Naval Logistics Command (NALCOM)）
  - 蛙人部隊指揮部（Naval Diving Unit (NDU)）

## 歷任海軍指揮官[5]
新加坡海軍志願部隊司令（Commander, Singapore Naval Volunteer Force）
1966 - 1968   Jaswant Singh Gill
新加坡海事司令（Commander, Maritime Command）
1969 - 1969    Mohamed Bin Mohd Salleh
1969 - 1970     Geoffrey Vernon Dennis
1970 - 1975     James Aeria
新加坡海軍司令（Commander, RSN）
1975 - 1985   邱永安（Khoo Eng An）
1985 - 1990    梁振连（James Leo）
海軍總長（Chief of Navy）
1990 - 1991    梁振连（James Leo）
1991 - 1992    張志賢（Teo Chee Hean）
1992 - 1996    郭守仁（Kwek Siew Jin）
1996 - 1999    林承毅（Richard Lim Cherng Yih）
1999 - 2003   呂德耀（Lui Tuck Yew）
2003 - 2007    戴榮利（Ronnie Tay）
2007 - 2011    趙文良（Chew Men Leong）
2011 - 2014    黃志平（Ng Chee Peng）
2014 - 2017    黎忠漢（Lai Chung Han）
2017 - 2020   柳俊泓（Lew Chuen Hong）
2020 - 2023  孟耀诚 （Aaron Beng Yao Cheng）
2023 - 现任 屈坚文 （Sean Wat Jianwen）

## 现役舰船

### 潜艇部队

#### 射手级
新加坡国防部于2005年11月4日与瑞典Kockums公司签订合同，后者为新加坡海军提供2艘瑞典预备役海军中的瓦斯特西約特兰（Västergötland）级潜艇。潜艇在进行现代化改装和用于适应热带水域的改造之后交付。这两艘潜艇预计将于2010年服役于新加坡海军并替代挑战者级中的两艘。可以预见的是挑战者级和Västergötland级将会在购买更新式的潜艇之前作为新加坡海军的潜艇部队而持续使用，尽管这些潜艇的艇龄已经超过了25岁。4艘潜艇部队被编入171中队。
| 艦艇列表 | - RSS 射手號— 2010年服役 - RSS 劍客號— 2010年服役    |  |
| 長度     | 60.5 米                                              |  |
| 寬度     | 6.1 米                                               |  |
| 排水量   | 水面1150噸，水下1500噸                               |  |
| 動力     | 柴油引擎發動機 × 2 考庫姆4版- 275R號斯特林發動機 × 2 |  |
| 乘員     | 24                                                   |  |
| 航速     | 水面12 節 ， 水中20節                                |  |
| 武裝     | 魚雷                                                 |  |

#### 长胜级
长胜级潜舰（英语：Invincible-class submarine），为新加坡海军向德国蒂森克虜伯海洋系統订购的柴电潜舰，也称218SG型，將取代「挑戰者級」(Challenger-class)與2艘「射手級」(Archer-class)潛艦。
| 艦艇列表 | - RSS 长胜号 － 2024年服役 - RSS 完美號 － 2024年服役 - RSS 光辉号 － 已下水 - RSS 獨特號 － 已下水 |  |
| 長度     | 70 米                                                                                               |  |
| 寛度     | 6.3 米                                                                                              |  |
| 排水量   | 水面2000噸，水下2200噸                                                                              |  |
| 動力     | 柴油引擎發動機                                                                                      |  |
| 乘員     | 28                                                                                                  |  |
| 航速     | 水面10節，水中15節                                                                                  |  |
| 武裝     | 魚雷                                                                                                |  |

### 巡防艦
可畏级多功能匿蹤巡防艦是最新服役于新加坡海军的战舰，由法国海军多功能巡防艦拉法葉级改装而来。可畏级是新加坡的主力水面战斗舰，被称为“东南亚海区最先进的水面作战舰艇”。
可畏级装备西科斯基 S-70B型海军直升机，S-70B型由美国海军SH-60B海鹰直升机发展而来。新加坡海军部于2006年1月与西科斯基飞行器公司签订了协议购买6架该种直升机以用于装备巡防艦。直升机装备了反舰和反潜系统，可以扩大本舰的水面超视距作战能力和反潜能力。6架直升机将隶属于新加坡空军部队，并由新加坡空军部队飞行员驾驶，但整个操作系统来自于新加坡海军。这6架直升机将于2008年至2010年交付新加坡海军。
可畏级首舰可畏号已于2007年5月5日服役，该级已在2009年全部服役，並取代原有的服役近30年的海狼级飛彈快艇。
| 艦船列表 | - RSS 可畏号Formidable（68）— 2007年服役 - RSS 无畏号Intrepid（69）— 2008年服役 - RSS 坚定号Steadfast（70）— 2008年服役 - RSS 顽强号Tenacious（71）— 2008年服役 - RSS 坚韧号Stalwart（72）— 2009年服役 - RSS 无上号Supreme（73）— 2009年服役 |  |
| 长度     | 114.8 米 |  |
| 宽度     | 16.3 米 |  |
| 排水量   | 3200 吨 |  |
| 船员     | 70 包括15名机组人员 |  |
| 航速     | 25 节 |  |
| 武备     | - AGM-84「魚叉」反艦飛彈 - MBDA Aster 紫苑-15/30 8-cell VLS 舰对空导弹 - Oto Melara 76毫米主炮 - Eurotorp A244/S Mod-3魚雷 - CIS 50MG重機槍                                                                                                  |  |

### 近海任務艦
獨立級近海任務艦，是新加坡國防軍就委託新加坡科技工程集團(ST Engineering)開始設計新一代的近岸水面作戰艦艇。2013年1月30日，新科集團宣布獲得新加坡國防部合約，設計與建造八艘近海任務船艦，設計工作獲得瑞典SAAB集團協助。ST Engineering旗下的新加坡科技海洋公司負責艦體建造以及船艦系統整合工作，建造工作在ST Marine旗下位於吉保船廠的新加坡班萬萊船塢進行，而艦上的戰鬥管理系統（CMS）以及感測、射控、武器系統整合工作由ST Engineering旗下新家坡電子公司擔任。LMV將取代ST Marine在1990年代為新家坡海軍建造的無畏級巡邏艦，以及1980年代建造的勝利級巡邏艦。
| 舰船列表 | - RSS 獨立号Independence（15）— 2016年服役 - RSS 主權号Sovereignty（16）— 2017年服役 - RSS 團結号Unity（17）— 2017年服役 - RSS 正義号Justice (18) — 2018年服役 - RSS 堅定号Indomitable (19) — 2018年服役 - RSS 剛強号Fortitude (20) — 2020年服役 - RSS 堅毅号Dauntless (21) — 2020年服役 - RSS 无懼号Fearless (22) — 2020年服役 |  |
| 长度     | 80 米 |  |
| 宽度     | 12 米 |  |
| 排水量   | 1250 吨 |  |
| 船员     | 53 |  |
| 航速     | 27 节 |  |
| 武备     | - MICA垂直發射防空飛彈＊12 - MK-38 Mod2 25mm颱風遙控武器站＊1 - Oto Melara 76毫米主炮 - OTO Melera Hitrole 12.7mm遙控機槍＊2 - LRAD500X聲光非致命武器＊2 |  |

### 巡邏艦
1983年，新加坡海军从德国购进了6艘胜利级导弹巡邏艦。该级首舰由德国制造，剩下的五艘则由新加坡海事技术公司负责制造。胜利号也是新加坡第一个拥有反潜能力的新加坡战舰。胜利级六舰隶属新加坡海军188中队。

### 戰車登陸艦
坚忍级两栖登陆舰是新加坡海军中吨位最大的舰船。由新加坡海事技术公司设计制造，以取代原先郡级两栖登陆舰。每艘登陆舰可以容纳4艘登陆艇，飞行甲板可以容纳两架中型直升机。新加坡海军将坚忍级归为传统的戰車登陆舰（LST），但由于其具有直升机飞行甲板且登陆方式以释放登陆艇和开启首部登陆出口以释放两栖力量为主，所以坚忍级也被认为是船塢登陸艦。
坚忍级为新加坡海军提供远洋运输能力以运输陆军的士兵和装备到海外地区训练，诸如，菲律宾等地。坚忍号参与了2000年纽约的国际海军巡展并成为新加坡第一个完成环球航行的战舰。坚忍级也经常活跃于东南亚的救灾与人道救援行动之中，诸如东帝汶地区的人道救援，波斯湾地区和2004年印度洋海啸的救灾之中。该级的4艘战舰隶属新加坡海军第191中队。
| 舰船列表 | - RSS 坚忍号Endurance（207）— 2000年服役 - RSS 坚决号Resolution（208）— 2000年服役 - RSS 坚持号Persistence（209）— 2001年服役 - RSS 竭力号Endeavour（210）— 2001年服役 |  |
| 长度     | 141 米 |  |
| 宽度     | 20 米 |  |
| 排水量   | 8500 吨 |  |
| 船员     | 65 |  |
| 航速     | 20 节 |  |
| 武备     | - 西北风舰对空导弹 - Oto Melara 76毫米主炮 - M242巨蝮式25毫米鏈炮穩定化的，輕型裝甲（類似於Mk 38 Mod 2）海灣部署前安裝 - CIS 50MG重機槍                                |  |

### 勿洛级扫雷艇
新加坡海军自1975年开始就拥有了反水雷的能力。新加坡的技术工程人员将美国海军蓝鸟级海岸扫雷艇长尾鲛号（USS Thrasher）和北美夜鹰号（USS Whippoorwill）翻新改进之后并转入了新加坡海军，并重新由新加坡命名为木星号和水银号。
现在这两艘战舰已经由勿洛级替代。该级首舰勿洛号由瑞典Karlskronavarvet公司基于Landsort级的设计改造而来。后三艘该级战舰有瑞典进行初装，然后运送到新加坡进行总装。该级战舰壳体所使用玻璃钢和高强度塑料以降低战舰的磁场和噪音。该级四舰隶属于新加坡海军第194中队。
| 舰船列表 | - RSS 勿洛号Bedok（M105）— 1995年服役 - RSS 加冷号Kallang（M106）— 1995年服役 - RSS 加东号Katong（M107）— 1995年服役 - RSS 榜鹅号Punggol（M108）— 1995年服役 |  |
| 长度     | 47.5 米 |  |
| 宽度     | 9.6 米 |  |
| 排水量   | 360 吨 |  |
| 船员     | 38 |  |
| 航速     | 15 节（28 km/h） |  |
| 武备     | - 拉斐爾颱風武器站 - ECA PAP 104 Mk 4排雷器 - CIS 50MG重機槍                                                                                                 |  |

## 退役舰船

### 无惧级巡逻艇
无惧级巡逻艇由新加坡自行制造，以替代原来老旧的巡逻艇，替换下来的巡逻艇装备于海岸警卫队。最初的6艘该级战舰以反潜作战为主要任务，隶属于第189中队。2003年1月，勇敢号在新加坡海峡与一艘集装箱货船发生了碰撞。2005年，第189中队转由海岸指挥部指挥，而该级12艘船转属182中队。2020年12月11日，最后两艘无惧级巡逻艇在大士海军基地退役。
| 舰船列表 | - RSS 无惧号Fearless（94）— 1996年服役 - RSS 勇气号Brave（95）— 1996年服役 - RSS 勇敢号Courageous（96）— 1996年服役 - RSS 英勇号Gallant（97）—1997年服役 - RSS 坚决号Daring（98）— 1997年服役 - RSS 坚毅号Dauntless（99）— 1997年服役 - RSS 刚韧号Resilience（82）— 1998年服役 - RSS 团结号Unity（83）— 1998年服役 - RSS 主权号Sovereignty（84）— 1998年服役 - RSS 正义号Justice（85）— 1998年服役 - RSS 自由号Freedom（86）— 1998年服役 - RSS 独立号Independence（87）— 1998年服役 |  |
| 长度     | 55 米 |  |
| 宽度     | 8.6 米 |  |
| 排水量   | 500 吨 |  |
| 艇员     | 30 |  |
| 航速     | 20 节（37 km/h） |  |
| 武备     | - 西北风 舰对空导弹 - Oto Melara76 毫米主炮 - Eurotorp A244/S Mod-3魚雷（仅装备于前6艘） - CIS 50MG重機槍 |  |

### 飛彈快艇
海狼级飛彈快艇最初于1968年服役，基于TNC-45型炮艇发展而来。该级首两艘艇由德国建造，后四艘由新加坡海事工程公司建造。在20世纪80年代至90年代，海狼级经过了大规模的现代化改装和升级以增强其打击能力。海狼级已经接近报废年限，而该级6艇将会被最新的可畏级巡防艦所代替。2008年5月13日，所有海狼级在樟宜海军基地退役。
| 舰船列表 | - RSS 海狼号Sea Wolf（P76）— 1972年-2008年服役 - RSS 海狮号Sea Lion（P77）— 1972年-2008年服役 - RSS 海龙号Sea Dragon（P78）— 1974年-2008年服役 - RSS 海虎号Sea Tiger（P79）— 1974年-2008年服役 - RSS 海鹰号Sea Hawk（P80）— 1975年-2008年服役 - RSS 海蝎号Sea Scorpion（P81）— 1976年-2008年服役 |  |
| 长度     | 44.9 米 |  |
| 宽度     | 6.5 米 |  |
| 排水量   | 226 吨 |  |
| 艇员     | 40 |  |
| 航速     | 30 节（56 km/h） |  |
| 武备     | - RGM-84「魚叉」反艦飛彈 - 加百利Mk.2导弹 - 西北风 舰对空导弹 - 博福斯57毫米Mk.1主炮 - 博福斯40毫米L/70主炮 - CIS 50MG重機槍 |  |

### 潛艇

#### 挑战者级
1995年，新加坡海军挑战者级潜艇（Challenger class，原为海蛇级潜艇）由瑞典海军交付新加坡并开始服役，1997年全部4艘全部投入服役。挑战者级潜艇是新加坡第一支潜艇部队。该级潜艇由瑞典设计，用于在波罗的海执行任务。为出口新加坡，该级在原有设计上作了大量用于适应热带水域的修改，其中包括安装空调系统，海洋生物保护系统和安装抗侵蚀管路系统等等。2024年11月25日，所有挑戰者級全數退役。
| 舰船列表 | - RSS 挑战者号 1997年服役，2015年退役 - RSS 征服者号 1999年服役，2024年退役 - RSS 百夫长号 1999年服役，2015年退役 - RSS 酋长号 2001年服役，2024年退役 |  |
| 长度     | 50 米 |  |
| 宽度     | 6.1 米 |  |
| 排水量   | 水面1,125吨，水下1,400吨 |  |
| 艇员     | 23 |  |
| 航速     | 水面12 节，潜行20节 |  |
| 武备     | 魚雷 |  |

## 海军基地

### 布拉尼海军基地
布拉尼海军基地（Brani Naval Base，BNB）是新加坡海军第一座基地，已经由大士基地和樟宜基地接替其职能并在2000年正式关闭。现在新加坡武装警察部队和海岸警卫部队接管了布拉尼基地并将指挥部设立在基地中。
20世纪70年代，新加坡决定建造海军基地并选址布拉尼地区，并于1972年8月17日开始进行施工，由英国陆军准将Bruce White为顾问。整个建造计划耗资3500万新币。1974年，基地建造完毕，同年1月26日，该基地以及位于基地内的新加坡海事司令部正式开幕。1983年，新加坡海军耗资1600万新币为布拉尼基地扩建了一个码头和对应的补给设施。
由于大士基地的建造，部分布拉尼基地的设施被移动至大士基地。2000年10月12日，基地中全部的海军设施被封闭至2004年。2004年3月23日，移民与关卡局所属海岸指挥部正式入主布拉尼基地并由内务部长黄根成开幕。2006年3月20日，海岸警卫部队及其司令部入主布拉尼基地并关闭了原先在加冷地区的设施。

### 大士海军基地
大士海军基地（Tuas Naval Base，TNB）是新加坡海军第二座基地，位于新加坡西部，占地0.28平方千米。该基地于1994年9月2日正式开放。
在大士基地投入使用之前的20年里，新加坡海军一直使用唯一的一座布拉尼海军基地。20世纪80年代，新加坡海军扩大舰队规模之后，布拉尼基地已经明显不够使用。而基于原布拉尼基地进行扩建也由于附近的民用设施和地理条件而被否定。于是，新加坡军方在大士地区建造了第二座，也就是大士海军基地。
经过了空间优化分配之后，尽管大士基地仅占用850米的海岸，但停泊空间却达到了布拉尼基地的2.5倍。而且由于大量的自动化设备投入大士海军基地使用，该基地节剩了大量的人力，比如机械化装卸系统，自动化后勤补充系统以及自动舰船检索系统。大士基地还有一座浮动船坞可以停靠并运送600吨的战舰以进行修理和维护。

### 樟宜海军基地

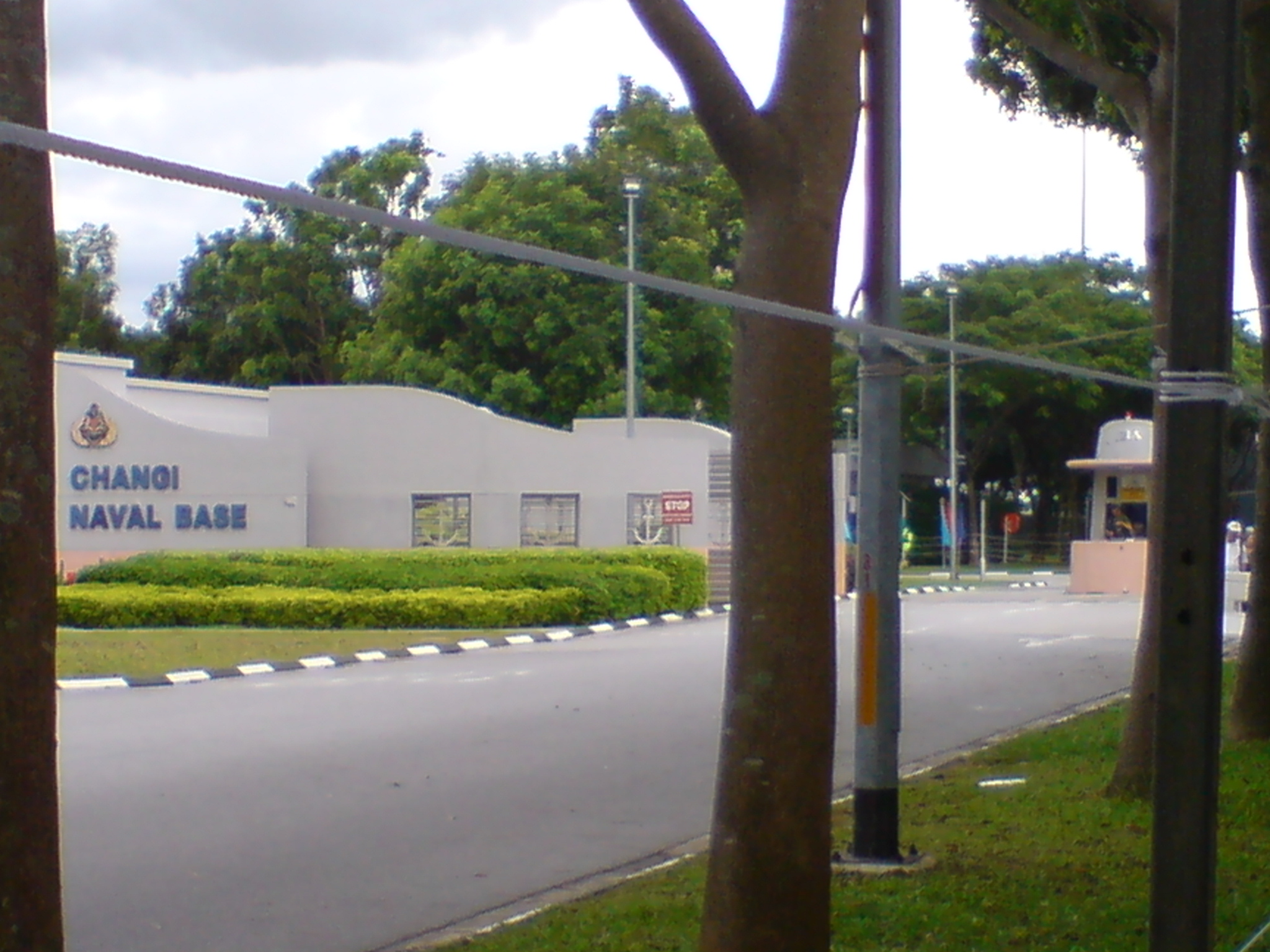
樟宜基地的大门，摄于2007年海军开放日

樟宜海军基地（Changi Naval Base，CNB）是新加坡第三座海军基地，用于替代布拉尼基地。樟宜基地位于新加坡东端，占地1.28平方千米，于2004年5月21日正式投入使用。
樟宜基地中拥有6.2公里长的泊位，可以停靠一艘大型航空母舰。樟宜基地经常用于停靠美国海军的航母以及其他来访和路过的各國海軍船只。
与大士基地相同，樟宜基地也大量运用了自动化设备并节省了大量的人力。樟宜基地拥有一座全自动化的地下弹药库，可以为战舰进行自动弹药补充，全部基地使用无线网络进行信息管理和控制。基地的设计尽可能的保护环境，防波堤的夜间导航灯通过一些小型的风力发电机供电，舰队司令部的顶部装置了太阳能电池板，通过太阳能发电以提供基地的日常供电。基地中还是用了海水冷却系统，通过使用海水冷却空调系统以节省淡水。